# テールローターの効果喪失
テールローターの効果喪失（テールローターのこうかそうしつ、英語: Loss of Tail-rotor Effectiveness, LTE）は、単一の主回転翼を有し、主回転翼の駆動に伴う反作用（トルク）を打ち消す作用を、尾部回転翼（テールローター）の推力で賄う形式のヘリコプターの飛行中に発生することがある危険な状態である。
テールローターは、流体力学における「翼状機構」によりその効果を発生させる原理であるため、自然環境による気流、気温とそれに伴う大気密度の制約から逃れられない。(羽根の失速など。)
単一主回転翼（シングルローター）のヘリコプターの場合、尚且つノーター方式ではその影響は限定的な程度に留まる。
また、主回転翼そのものが互いに反作用を相殺する二重反転式ローターの場合は原理的に発生し得ない。
「テールローターの効果喪失」は、回転翼機（回転翼のオートローテーションを常態とする旧来型のオートジャイロは除く）全ての形式のヘリコプターとジャイロダイン (Gyrodyne)、転換式航空機に起こりうる「ボルテックス・リング・ステート」(あるいは、セットリング・ウィズ・パワー)と並び、対応を誤れば墜落に至る危険な現象である。

## 概要
主回転翼が単一（シングルローター）のヘリコプターでは、尾部回転翼（テールローター）の推力により、機首方位の制御をする。
尾部回転翼の推力が主回転翼の回転に伴う反作用（トルク）を抑制するのに不十分な状態となった場合、操作に反し不測の水平面方向への回転（ヨーイング）が発生する可能性がある。
この現象は数多くのヘリコプター事故の原因となっており、一般的に「テールローターの効果喪失（英語）」(Loss of  Tail-rotor  Effectiveness, LTE)と呼ばれる。
尾部回転翼の揚力喪失により、操作に反し急速な「水平面への回転角速度の増加」（ヨー・レート増大）が起こる可能性があるが、この水平方向への回転（ヨーイング）は、通常は自律回復しないので、修正されない場合は、墜落に至る可能性がある。
尾部回転翼の効力喪失は「アンチトルク・ペダル」〔クリティカル・ヨー・コントロールベダル〕が、ほぼ目いっぱい踏み込まれている際に生じる可能性が高い。
アンチトルク・ペダル〔クリティカル・ヨー・コントロールペダル〕は時計回りの主回転翼機構〔ヨーロッパ式〕の場合、右ペダルになり、反時計回りの場合〔北米式〕は左ペダルになる。
尾部回転翼の効力喪失は、一般的に、遅い前進速度、通常30ノット未満の際に遭遇しやすく、その状態では：
- 垂直尾翼の空気力学的効率が低い。
- 主回転翼によって生じた「吹き降ろし気流」（ダウン・ウォッシュ）が、尾部回転翼に入る気流に干渉する。
- 高出力設定のため、アンチトルク・ペダル〔ヨー・コントロールペダル〕を、ほぼ目一杯に踏み込む必要がある。
- 背風（追い風）の状態によって、尾部回転翼の推力の要求が増える。
- 突風の状態によって、大きく迅速なコレクティブレバーとアンチトルク・ペダル〔ヨー・コントロールペダル〕の操作が要求される。

など、機体の操作可能な限界値に近くなる。
このような飛行状態で風速が判断し難く、かつ操縦士が任務のために回転翼機の位置を保つことに傾注し、機体自体の危険な兆候を見逃しがちである。

## 危険な飛行状態に陥り易い飛行用務一覧
低高度、低対気速度、高出力〔最大出力までの余裕が無い〕設定となりうる危険な飛行状態に陥り易い飛行用務の類型は以下のとおりである。
- 送電線およびパイプライン管の保守点検飛行
- 外部吊り下げ荷物の輸送
- 荷物や人員の巻き上げ機械による釣り上げ・吊り下げ作業（ホイスト）
- 消火活動（放水など重量物の運搬）
- 着陸地点の視察
- 低速度での航空写真および動画撮影
- 警察および救急サービス
- 山岳地帯での高密度（狭い場所）・高々度環境での着陸および離陸
- 船舶上甲板における離着艦

## テールローター・ボルテックス・リング状態
単一の主回転翼を持つヘリコプターにおいて、尾部回転翼が、発動機と変速機構（トランスミッション）による回転翼の駆動反作用（トルク）を抑制する機能を果たさないような風力にさらされた場合に発生する。
低速の高出力環境〔最大出力までの余裕が無い〕では、特に発生する可能性が高い。

### 原因
飛行高度が高い（大気密度が低い）、または高温により大気密度が低い、強風などがあり、機体の定格出力が許容可能な総重量に近づくことによっても発生確率が高まる。
このうち、自然環境が原因となる風向について述べる。

### 主回転翼の円板面の干渉
主回転翼が発生させる気流渦は、自然環境による風力によって尾部回転翼に押し込まれることがある。
北米（反時計回り）の主回転翼の場合は、10時方向から時計回りの2時方向からの風で発生する。
風は、主回転翼から発生した乱れた気流の渦を尾部回転翼（テールローター）に押し込み、整流によるトルク抑制の推進力を妨げる。

### 風見鶏効果の安定性
風見鶏効果〔ウェザーコックの安定性〕とは、空力を受ける中心（力点）が重心より後ろにあることで、機体の姿勢が移動方向に追随しようとすること、つまり風上を向くことである。
尾部（主回転翼が反時計回りの北米系の機体では 6時方向）からの気流がヘリコプターを風雨にさらすことがある。尾部回転翼の両側を通過する風は、効果的（推力を提供する）と効果的でない（推力を提供しない）との間で「シーソー運動に似た発散揺動」(teeter)を生成する。
これにより、操縦士が意図しない水平面の回転（ヨー）を排除するために多くのペダル作業が行われる。

### テールローターボルテックスリング状態の詳細
尾部回転翼が空気を動かすのと同じ方向に気流が移動する。
- 推進式の尾部回転翼では反対側からの気流である。
- 牽引式の尾部回転翼では、同じ側からの気流である。

- 主回転翼が時計回り（ヨーロピアン）方式のヘリコプターでは、9時方向からのボルテックスからの気流である。
- 主回転翼が“反時計回り”の（米国）方式のヘリコプターは、3時方向のボルテックスからの気流になる。

尾部回転翼を通過する風は、その羽根を通過する気流の有効な対気速度を低下させるので、実際の失速状態を引き起こす。この状態は、スピンに発展するかもしれない意図しない水平面の回転（ヨー）を引き起こす。
この状態からの回復は、空中静止（ホバリング）などで、対気速度が利用できない場合には困難であり、直ちにオートローテーション操作を開始する必要がある。（したがって、発動機および変速機を主回転翼の軸と切り離し、開始の反作用（トルク）を除去する）

## 回避法
可能な限り、操縦士は
- 低い対気速度での背風（追い風）
- 操作に反する水平面の回転傾向（ヨーイング）
- 低対気速度での大きく急なコレクティブおよびヨー操作
- 突風の中、低い対気速度での飛行（空中静止ことホバリングを含む）

を避ける。
やむなくそのような状態に陥った場合は、以下の操作により回復できる場合がある。
なお、回復措置は飛行状況と気温と気圧、大気状態などの機体外の要因である自然環境によって変化するため、迅速果敢な判断と的確な操作が必要となる。
- 高度が十分である場合、出力を上げずに（可能であれば、出力を下げて）、前進速度を確保する。

ただし、これらの回復操作により高度が著しく失われる可能性があるため、操縦士は上記の操作を行う前に明確な避難空路を特定することが推奨される。
「尾部回転翼の効力喪失」から回復するために必要な通常の操作は以下のとおりであるが、飛行状態により回復操作が変化するため、教条主義的に規定の操作をすべきではないが、同時に回復の基本原理を逸脱した自己流の操作を許容するものではない。
1. 機体が（主回転翼の回転に伴う反作用により）旋転している方向の、反対向きのペダルを一杯に踏み込む。
2. 機首を下げて加速姿勢を取り、前進速度を確保する。
3. 〔もし高度が十分にある場合〕出力を下げる。

## 著名な事故
- 1990年8月20日 (月曜) - 沖縄県中頭郡勝連町のホワイト・ビーチ地区でNHK沖縄放送局が専属用務借入（チャーター）により取材飛行中の朝日航洋所属のベル206 L-3（ 機体登録国籍記号と登録記号 " JA9365 " ）が、同日18時20分頃、ホワイトビーチの岸壁より約500m 沖合にて、強風下での空中静止（ホバリング）を強行した操作により「テールローターの効果喪失」を発生させ操縦不能となり海上に墜落、大破水没し、機長、整備士、記者、カメラマンの4名全員が死亡した〔生存者無し〕。[2][3]

### 事故の要約
強風環境下の背風(追い風)の状態で、放送用ビデオカメラを入港中のアメリカ合衆国海軍の空母／軽空母あるいはヘリコプター専用空母、または強襲揚陸艦（艦種および個艦名は不明）に向けようと、南西から進入し艦艇の檣楼より少し高い程度の超低空で横風の方向から風下への右旋回を2回ないし3回を行った結果、尾部回転翼の効力の喪失 (LTE) に陥り墜落。〔事故機体の死亡したカメラマンの動画解析による〕

### 国土交通省の調査結果
国土交通省の運輸安全委員会の調査結果は、以下のとおりである。以下に該当箇所を引用する。
（中略）……取材飛行中、機長がヘリコプターの飛行特性についての判断に適切を欠き、強風下において海上・低高度で背風に近い状態でホバリングを行ったため、機体が突然右旋転に入り、これを回復することができず右旋転が継続し、メイン・ロータ・マストが破断したことによるものと推定される。

## テールローター不要の機構
- ノーター
- タンデムローター〔ツインローター式扱い〕
- 二重反転式ローター〔ツインローター式扱い〕
- 交差反転式ローター〔ツインローター式扱い〕
- サイド・バイ・サイド・ローター〔ティルトローター機の配置に類以、ツインローター式扱い〕
- チップジェット
- ホットサイクル式ローター